# Jazovac
Jazovac (en cirílico: Јазовац) es una aldea de la municipalidad de Gradiška, Republika Srpska, Bosnia y Herzegovina.

## Población
| Composición de la Población - Aldea de Jazovac | Composición de la Población - Aldea de Jazovac | Composición de la Población - Aldea de Jazovac | Composición de la Población - Aldea de Jazovac | Composición de la Población - Aldea de Jazovac |
| ---------------------------------------------- | ---------------------------------------------- | ---------------------------------------------- | ---------------------------------------------- | ---------------------------------------------- |
|                                                | 2013                                           | 1991                                           | 1981                                           | 1971                                           |
| Total                                          | 127                                            | 225 (100,0%)                                   | 292 (100,0%)                                   | 325 (100,0%)                                   |
| Varones                                        | 69                                             | -                                              | -                                              | -                                              |
| Mujeres                                        | 58                                             | -                                              | -                                              | -                                              |
| Bosniacos                                      | -                                              | 207 (92,00%)                                   | 273 (93,49%)                                   | 298 (91,69%)                                   |
| Serbios                                        | 122                                            | 605 (66,63%)                                   | 483 (69,80%)                                   | 336 (68,99%)                                   |
| Croatas                                        | -                                              | 2 (0,889%)                                     | 2 (0,685%)                                     | 1 (0,308%)                                     |
| Bosnio                                         | -                                              | -                                              | -                                              | -                                              |
| Gitanos                                        | -                                              | -                                              | -                                              | -                                              |
| Musulmanes                                     | -                                              | -                                              | -                                              | -                                              |
| Bosnio Herzegovino                             | -                                              | -                                              | -                                              | -                                              |
| Montenegrinos                                  | -                                              | -                                              | -                                              | -                                              |
| Macedonios                                     | -                                              | -                                              | -                                              | -                                              |
| Albaneses                                      | -                                              | -                                              | -                                              | -                                              |
| Yugoslavos                                     | -                                              | 5 (2,222%)                                     | -                                              | 3 (0,923%)                                     |
| Ukranianos                                     | -                                              | -                                              | -                                              | -                                              |
| Eslovenos                                      | -                                              | -                                              | -                                              | -                                              |
| Ortodoxos                                      | -                                              | -                                              | -                                              | -                                              |
| Otros                                          | 5                                              | 11 (4,889%)                                    | 17 (5,822%)                                    | 23 (7,077%)                                    |
| Sin declarar                                   | -                                              | -                                              | -                                              | -                                              |
| Desconocidos                                   | -                                              | -                                              | -                                              | -                                              |